# François Biltgen
François Biltgen (Esch-sur-Alzette, 28 de setembre de 1958) és un polític luxemburguès, qui va ocupar els càrrecs de Ministre de Justícia, Ministre de Mitjans de Comunicació, ministre d'Assumptes Religiosos, Ministre de la Funció Pública i Reforma Administrativa, i el Ministre d'Educació Superior o Investigació, al govern de Luxemburg fins a 2013.
Va néixer a Esch-sur-Alzette, al sud-oest de Luxemburg i va estudiar Dret a París. El 1987 va ser elegit regidor de l'ajuntament d'Esch-sur-Alzette, i el 1994 membre de la Cambra de Diputats com a candidat del Partit Popular Social Cristià (CSV) del qual va ser president el 2003. El 7 d'octubre de 2013, es va convertir en jutge al Tribunal de Justícia de la Unió Europea, en substitució de Jean-Jacques Kasel.

## Honors
- 2000 - Comandant de l'Orde del Mèrit del Gran Ducat de Luxemburg
- 2005 - Gran Creu de l'Orde de l'Infant Dom Henrique